# Taha Akgül
Taha Akgül (Sivas, 22 de novembro de 1990) é um lutador de estilo-livre turco, campeão olímpico. 

## Carreira
Akgül competiu na Rio 2016, na qual conquistou a medalha de ouro, na categoria até 125 kg.